# 康利鎮區 (內布拉斯加州霍爾特縣)
康利鎮區（英語：Conley Township）是位於美國內布拉斯加州霍爾特縣的一個行政鎮區。

## 地方資料
康利鎮區的面積為187.28平方千米，當中陸地面積為187.26平方千米，而水域面積為0.02平方千米。根據2020年美國人口普查的數據，當地共有人口58人，而人口密度為每平方千米0.31人。